# Elecciones federales de Canadá de 1872
La elección federal canadiense de 1872 se llevó a cabo del 20 de julio al 12 de octubre de 1872, para elegir los miembros de la Cámara de los Comunes canadiense del 2.º Parlamento de Canadá. El Partido Conservador del primer ministro Sir John A. Macdonald permaneció en el poder, derrotando a los liberales.
Edward Blake, que tenía un asiento en la Cámara de los Comunes canadiense y la legislatura de Ontario, dimitió como primer ministro de Ontario para poder ser candidato en las elecciones federales 1872 ya que los mandatos consecutivos habían sido abolidos. Si los liberales hubieran ganado las elecciones, probablemente se le hubiera ofrecido el cargo de primer ministro de Canadá. El partido no tenía líder formal como tal hasta 1873, cuando Alexander MacKenzie se le dio el título después de Blake declinó debido a la mala salud. Blake estuvo enfermo durante gran parte de la campaña de 1872, y fue Mackenzie quien encabezó esencialmente la campaña liberal en Ontario, aunque no fuera de la provincia.
Las elecciones generales de 1872 fueron las primeras en incluir las provincias de Manitoba y Columbia Británica, ambas que habían entrado en el Dominio después de la Confederación en 1867. Las elecciones parciales se habían llevado a cabo en ambas provincias para elegir diputados en los nuevos distritos, Recibiendo cuatro escaños y Columbia Británica cinco.

## Resultados electorales
| |                           |                             |                   |       |         |         |              |              |              |
| 2.º Parlamento |                           |                             |                   |       |         |         |              |              |              |
| Partido | Partido                   | Líder                       | No. de candidatos | Seats | Seats   | Seats   | Voto popular | Voto popular | Voto popular |
| Partido | Partido                   | Líder                       | No. de candidatos | 1867  | Elegido | Cambio  | #            | %            | Cambio       |
| | Conservador               | Sir John A. Macdonald       | 92                | 71    | 63      | -11.3%  | 82,024       | 25.76%       | +2.31pp      |
| | Liberal-Conservador1      | Sir John A. Macdonald       | 48                | 29    | 36      | +24.1%  | 41,076       | 12.90%       | +1.82pp      |
| | Liberal                   | Edward Blake (extraoficial) | 111               | 62    | 95      | +53.2%  | 110,556      | 34.72%       | +12.05pp     |
| | Independientes            | Independientes              | 4                 | -     | 1       |         | 5,213        | 1.64%        | +1.25pp      |
| | Independiente Conservador | Independiente Conservador   | 3                 | -     | 2       |         | 2,220        | 0.70%        | +0.70pp      |
| | Independiente Liberal     | Independiente Liberal       | 4                 | -     | 2       |         | 5,232        | 1.64%        | +0.98pp      |
| | Conservador Laborista     | Conservador Laborista       | 1                 | -     | 1       |         | 1,422        | 0.45%        | +0.45pp      |
| | Desconocido               | Desconocido                 | 104               | -     | -       | -       | 70,704       | 22.20%       | -11.64pp     |
| Total | Total                     | 367                         | 180               | 200   | +11.1   | 320,037 | 100%         |              |              |
| Fuente: Parlamento de Canada (enlace roto disponible en Internet Archive; véase el historial, la primera versión y la última). |                           |                             |                   |       |         |         |              |              |              |

Acclamaciones
Los siguientes diputados fueron elegidos por aclamación:
- Columbia Británica: 3 liberales-conservadores
- Manitoba: 1 liberal-conservador
- Ontario: 3 Conservadores, 3 Liberal-Conservadores, 10 Liberales
- Quebec: 9 conservadores, 5 liberales-conservadores, 5 liberales
- Nuevo Brunswick: 6 liberales
- Nueva Escocia: 1 conservador, 4 liberales-conservadores, 2 liberales

### Resultados por provincia
| Partido      | Partido                   | Partido | BC   | Manitoba | Ontario | Quebec | NB   | NS   | Total |
| ------------ | ------------------------- | ------- | ---- | -------- | ------- | ------ | ---- | ---- | ----- |
|              | Conservador               | Escaños | 1    | 1        | 26      | 26     | 2    | 7    | 63    |
| Voto popular | Conservador               | 4.5     | 29.7 | 25.9     | 31.5    | 8.4    | 23.5 | 25.8 |       |
|              | Liberal-Conservador       | Escaños | 3    | 1        | 12      | 11     | 3    | 6    | 36    |
| Voto         | Liberal-Conservador       |         |      | 11.9     | 10.5    | 17.8   | 19.8 | 12.9 |       |
|              | Liberal                   | Escaños | 2    | 1        | 48      | 27     | 9    | 8    | 95    |
| Voto         | Liberal                   | 83.7    | 35.6 | 35.3     | 32.6    | 46.8   | 28.1 | 34.7 |       |
|              | Conservador Laborista     | Escaños |      |          | 1       |        |      |      | 1     |
| Voto         | Conservador Laborista     |         |      | 0.9      |         |        |      | 0.4  |       |
|              | Desconocido               | Escaños | -    | -        | -       | -      | -    | -    | -     |
| Voto         | Desconocido               | 11.8    | 14.9 | 23.4     | 21.5    | 26.9   | 16.4 | 22.2 |       |
|              | Independiente             | Escaños |      |          | -       | -      | 1    | -    | 1     |
| Voto         | Independiente             |         |      | 0.8      | 1.7     |        | 6.1  | 1.6  |       |
|              | Independiente Liberal     | Escaños |      |          | 1       |        | 1    |      | 2     |
| Voto         | Independiente Liberal     |         |      | 1.7      |         |        | 6.1  | 1.6  |       |
|              | Independiente Conservador | Escaños |      | 1        |         | 1      |      |      | 2     |
| Voto         | Independiente Conservador |         | 19.8 |          | 2.2     |        |      | 0.7  |       |
| Total        | Total                     | Total   | 6    | 4        | 88      | 65     | 16   | 21   | 200   |

| ↓           |         |       |
| 100         | 95      | 5     |
| Conservador | Liberal | Otros |